# Suikoden (jeu vidéo)
 (octobre 2019).
Si vous disposez d'ouvrages ou d'articles de référence ou si vous connaissez des sites web de qualité traitant du thème abordé ici, merci de compléter l'article en donnant les références utiles à sa vérifiabilité et en les liant à la section « Notes et références ».
Suikoden (幻想水滸伝, Gensō Suikoden) est un jeu vidéo de rôle, développé et édité par Konami, sorti sur PlayStation en 1995. Il s'agit du premier jeu d'une série de jeux de rôle.
Le jeu repose sur une légende chinoise selon laquelle cent-sept personnes seraient regroupés par un leader, pour former les cent-huit étoiles du destin (concept inspiré du roman Au bord de l'eau). C'est ce que le jeu propose : le héros (dont vous déterminez le nom en début de partie), fils du général Teo McDohl, commence par entrer dans la rébellion, et finira par en prendre la tête, s’opposant ainsi à l'empereur Barbarossa et à ses six Grands Généraux. Ce jeu de rôle est donc imprégné de stratégie militaire, et laisse une place importante au recrutement des personnages. En effet, une fois un quartier général trouvé, votre armée aura besoin de stratèges, de soldats, mais aussi de marchands, de sorciers, etc. Il faudra aussi former des alliances avec les diverses régions de l'Empire de la Lune Écarlate, et détrôner son dirigeant.

## Trame

### Personnages principaux
- Héros : Le héros de l'histoire, fils du Grand Général Téo McDohl et destiné à suivre le chemin de son père au service de l'Empereur. Après un concours de circonstances, il se retrouve à prendre la tête de la faction résistante, pour finalement renverser le pouvoir établi. Son nom officiel est Tyr McDohl.
- Gremio : Serviteur de la famille McDohl, il a pour tâche de tenir la maison, mais aussi de protéger le héros, et ce au péril de sa vie. Sa relation avec lui est ambigüe, à tel point que les versions américaine et européenne ont été censurées au niveau de la traduction.
- Cleo : La seule femme de la maisonnée, elle a combattu aux côtés de Teo et vit aujourd'hui en tant que « gardienne » de la famille.
- Pahn : À l'instar de Cleo, cet ancien soldat protège le foyer McDohl.
- Ted : Meilleur ami du héros, il a été recueilli par Teo. Il a un passé mystérieux et détient la rune Mangeur d'Âmes (Soul Eater) et est âgé de plus de 300 ans.
- Lady Leeknaat : Cette puissante sorcière a pour rôle, semble-t-il, de préparer les « prédictions stellaires » pour l'empereur. C'est la petite sœur de Windy. Elle guidera le héros dans sa quête aux étoiles.
- Odessa Silverberg : Fondatrice du mouvement de Libération contre l'Empereur.
- Viktor : Membre fondateur de l'armée de Libération, il est celui présentera le héros à Odessa, et le poussera à rejoindre la rébellion.
- Flik : Également membre fondateur et fiancé d'Odessa. Son maniement de l'épée lui vaut le surnom de « Flik à l'éclair bleu » (Blue Thunder Flik). Il est originaire du village des Guerriers, et conformément à leur tradition, son épée porte le nom de sa bien-aimée.
- Humphrey Mintz : Membre fondateur et ancien soldat qui s'est retourné contre son commandant après la tragique bataille de Kalekka, devenu ainsi hors-la-loi.
- Sanchez : Membre fondateur, il se révélera être un espion au service de l'empereur et indirectement responsable de la mort d'Odessa et Mathiu.
- Mathiu Silverberg : Frère d'Odessa et stratège à la retraite. Il reprend ses fonctions pour l'armée de Libération.
- Tai Ho et Yam Koo : Ces frères pécheurs prêtent leur bateau au héros afin de trouver un QG.
- Luc : Apprenti magicien (très puissant) auprès de Lady Leeknaat.
- Lepant : Valeureux soldat du village de Kouan, il est d'une aide précieuse pour l'armée, accompagné par sa femme, Eilleen.
- Kirkis, Sylvina et Stallion : 3 elfes rescapés après la destruction de leur village par le Grand Général Kwanda Rossman.
- Valeria : Commandant au service de Kwanda Rossman, elle le trahit dès qu'elle apprend son dessein de détruire sa forêt natale.
- Kuromimi : seul Kobold rescapé du sortilège dont est frappé son village.
- Gen et Kamandol : Respectivement pêcheur et ingénieur, ils mettent leurs talent à profit afin de traverser les rapides.
- Liukan : Célèbre médecin, il se révèle d'une aide précieuse à de nombreuses reprises.
- Kimberley et Tesla : Faussaires professionnels.
- Hix : Jeune homme du village des Guerriers, amoureux de Tengaar, il prend part à l'expédition de sauvetage de cette dernière, menée par le héros et son groupe.
- Tengaar : Fille du chef du village des Guerriers, un peu garçon manqué, elle est enlevée par le vampire Neclord pour être l'une de ses « fiancées ». Moins timide que Hix, elle attend que celui-ci se déclare.

### Scénario
Suikoden commence alors que le héros se fait nommer chevalier à la cour de l’Empereur. Son père fait partie des cinq Généraux de l’Empire, et est chargé d'en protéger la frontière nord-ouest. Mais en parlant avec les habitants des différentes villes, et en effectuant les quêtes demandées par l'Empereur, il devient rapidement évident que celui-ci dirige mal son peuple. Ce dernier paye d'innombrables impôts. Peu de temps après, on découvre que le meilleur ami du héros possède une rune très puissante, celle-ci étant convoitée par Lady Windy, la conseillère de l’Empereur, depuis des siècles. Le héros est donc contraint de fuir pour protéger la rune que lui a transmise son ami. Sa fuite lui fera rejoindre un petit groupe de résistants dirigé par Odessa Silverberg. Mais leur nombre ne fait que diminuer, car le peuple refuse de les suivre par peur des représailles. L’histoire prend un nouveau tournant après la mort d’Odessa, lors de l’attaque de la cache des rebelles. Avant de mourir, elle demande au héros de donner sa bague à un homme nommé Mathiu, qui s'avère être son frère et l'un des plus grands stratèges du pays. D'abord réticent à leur venir en aide, Mathiu change d'avis en voyant la rune du héros et décide que celui-ci est le seul à pouvoir diriger la résistance. Mais pour que les sympathisants de la rébellion ne désespèrent pas, il est décidé de cacher au peuple la mort d’Odessa qui en était le symbole. Après avoir fait d'un château abandonné leur QG, le héros se met alors en quête de nouveaux membres pour le suivre, et recrute petit à petit les autres étoiles du destin. À force de batailles, ils rallient les différentes régions qui composent l’empire, et finissent par retourner au château de l’Empereur pour le terrasser.

## Musique
La bande originale est sortie au Japon le 5 avril 1996. Elle a été composée par Miki Higashino, Tappi Iwase (Tappy), Taniguchi Hirofumi, Mayuko Kageshita et Hiroshi Tamawari. La bande originale est contenue sur 2 CD pour un total de 48 pistes.

## Postérité
Le jeu a connu une suite Suikoden II et est devenu une saga comptant 5 épisodes canoniques et 4 épisodes spin-off. Certains épisodes ont été adaptés en mangas. En 2006, le jeu est réédité uniquement au Japon sur la compilation Gensō Suikoden I & II sur PlayStation Portable.
Le jeu a eu droit à une traduction française amateur.